# Můj nejlepší přítel (film, 2006)
Můj nejlepší přítel (originální francouzský název Mon meilleur ami) je francouzská komedie s dramatickými prvky z roku 2006, kterou režíroval Patrice Leconte podle vlastního scénáře. Hlavní role v komorním filmu o křehkosti přátelství ztvárnili Daniel Auteuil a Dany Boon.

## Děj
François je úspěšný obchodník se starožitnostmi a spolumajitel umělecké galerie. Při jedné večeři mu několik jeho známých otevřeně říká, co si o něm myslí. Je sebestředným člověkem s arogantním chováním a z těchto důvodů nemá vůbec žádné přátele. François jim oponuje, přesto však není schopen jmenovat jediného svého přítele. Jeho společnici v galerii na něm přece jen záleží a nabídne mu sázku. Pokud jí v určený čas přivede ukázat třeba jediného svého přítele, daruje mu svůj podíl na vzácné a drahé antické váze, kterou teď vlastní oba společně.
François si namlouvá, že je to lehký úkol, brzy se však přesvědčuje o opaku a sám přichází na to, že ho skutečně vůbec nikdo nemá rád. Uvědomí si, že musí začít od sebe. Po několika neúspěšných pokusech se sblíží s Brunem, chudým taxikářem, který však díky svému bezprostřednímu jednání umí velmi lehce navazovat nové mezilidské kontakty. François však není ve svých pokusech „naučit se přátelit“ příliš úspěšný a navíc je celou dobu motivován víc touhou po váze jako opravdovou snahou změnit sebe sama. Když nastane čas pro vyhodnocení sázky, François naláká Bruna pod falešnou záminkou do svého domu, abych jej představil svojí společnici a získal tak vázu. O ničem netušící Bruno je však z tolké neupřímnosti zdrcen a na Françoise silně zanevře.
Po nějakém čase Bruna zvou do televizní vědomostní soutěže, na kterou se pilně a po mimořádně dlouhou dobu pečlivě připravoval. Na poslední otázku soutěže, která má rozhodnout o výhře, však neumí odpovědět. Protože otázka se týká umění, rozhodne se využít svého práva zavolat přítele a volá právě Françoisovi. Ten po jistém váhání Brunovi skutečně prozrazuje správnou odpověď a z Bruna se tak stává milionář. Oba muži se znovu setkají až po delším čase, ale pak se z nich stávají opravdoví přátelé.

## Obsazení
| Daniel Auteuil | François                       |
| Dany Boon      | Bruno                          |
| Julie Gayet    | Kateřina, společnice Françoise |
| Julie Durand   | Louise Coste, dcera Françoise  |
| Jacques Mathou | Brunův otec                    |
| Marie Pillet   | Brunova matka                  |
| Étienne Draber | konferenciér                   |